# NGC 150
NGC 150 (również PGC 2052) – galaktyka spiralna z poprzeczką (SBb), znajdująca się w gwiazdozbiorze Rzeźbiarza. Odkrył ją Lewis A. Swift 20 listopada 1886 roku.
W galaktyce tej zaobserwowano do tej pory jeden wybuch supernowej – SN 1990K.